# Emilia Serrano de Wilson
Emilia Serrano de Wilson   (Granada, 3 de gener de 1834 - Barcelona, 1 de gener de 1923) va ser una escriptora i periodista espanyola, gran viatgera pel continent americà. Coneguda com a baronessa de Wilson, fou novel·lista i autora d'obres d'història i educació. José Zorrilla, l'autor de Don Juan Tenorio, la va conèixer a París i s'enamorà d'ella, dedicant-li molts versos. No se sap si van ser amants o si només fou una musa i amor platònic del dramaturg.

## Biografia
Emilia Serrano y García, filla d'un notari monàrquic de molt prestigi i bona posició social, suposadament es va casar amb un aristòcrata anglès, el baró de Wilson, que també tenia les mateixes inquietuds culturals i viatgeres; però morí als dos anys de matrimoni i Emilia va quedar vídua i mare d'una nena de salut delicada, Margarita Aurora, que morí més tard, als quatre anys de vida. Al 1874, va tornar a casar-se amb el metge Antonio García Tornel, de qui també quedà vídua i sense descendència.
Parlava i traduïa el francès, l'italià i l'anglès, i abans de tenir 20 anys ja havia viatjat per mig Europa. Era una entusiasta de Balzac, Goethe i Schiller i amiga de personatges polítics com O'Donnell, Prim i la reina Isabel II. Destaca la seva amistat amb Víctor Balaguer, i com a resultat d'aquesta relació Emilia va regalar la seva col·lecció precolombina al museu fundat per Balaguer a Vilanova i la Geltrú: la Biblioteca Museu Víctor Balaguer. En agraïment, el museu li dedicà una de les plaques commemoratives de l'entrada, essent l'única dona que hi te un nom gravat.
Va ser poetessa, traductora, novel·lista, assagista, biògrafa, periodista, activista dels drets de les dones, gran viatgera i autora de més de 30 llibres, molts d'ells guies i llibres de viatges. Emilia Serrano va lluitar perquè les dones fossin més lliures i entressin a la modernitat des de les seves conviccions conservadores i catòliques, i va lluitar per l'educació de la dona, per la seva instrucció intel·lectual i pel seu paper a la vida professional, cultural i política.
Abans del primer viatge a les Antilles espanyoles, Cuba i Costa Rica (realitzat el 1865), Emilia Serrano ja era una escriptora coneguda i d'èxit, havia publicat articles, llibres de poesia religiosa, novel·les i guies de viatges, i havia tingut un èxit de vendes amb El almacén de las señoritas (1860), un manual de consells i recomanacions per a dones joves.
Va morir el 1 de gener de 1923 a Barcelona.

## Obra
Entre 1857 i 1861 va dirigir a Madrid els diaris La Caprichosa i La Nueva Caprichosa. També col·laborà en El Eco Ferrolano, El Último Figurín, El Correo de la Moda, Las Hijas del Sol, La Primera Edad, El Gato Negro, La Ilustración Artística i Álbum Salón. Va realitzar diversos viatges per Llatinoamèrica, deixant escrites obres com Maravillas americanas o América i les seves dones (América y sus mujeres) amb relació a la seva estança al continent americà.
Amèrica i les seves dones és el seu llibre més conegut, un llibre propi de la literatura de viatges de la seva època. Hi narra els seus viatges a Brasil, Uruguai, Argentina, Equador, Perú, Colòmbia, Bolívia, Mèxic, Veneçuela, Xilè, Panamà, Hondures, Guatemala, Nicaragua, Costa Rica, Canadà, Estats Units, Cuba, Puerto Rico i les Antilles espanyoles, sobretot les dones més importants d'aquest països, tot i que també amb els indígenes i camperols. Al llibre hi deixa constància també dels costums, indústries, edificis, monuments, vegetació, alimentació, paisatges, fauna, transports, ètnies, història i pensaments dels llocs que va visitar.